# Дон Кинг: Только в Америке
«Дон Кинг: Только в Америке» (англ. Don King: Only in America) — телевизионный фильм, снятый в 1997 году Джоном Херцфелдом по сценарию Карио Салема и являющийся экранизацией книги Джека Ньюфилда «Only in America: The Life and Crimes of Don King». В центре сюжета — история жизни Дона Кинга (Винг Рэймс).
Фильм был одобрен зрительской аудиторией и был награждён множеством наград, включая премии «Золотой глобус», «Эмми» и «Пибоди».

## Сюжет
Фильм рассказывает об известном в 1970-е боксёрском промоутере Доне Кинге — «крёстном отце» американского бокса.

## В ролях
| Актёр             | Роль                     |
| ----------------- | ------------------------ |
| Винг Рэймс        | Дон Кинг                 |
| Вонди Куртис-Холл | Ллойд Прайс              |
| Джереми Пивен     | Хэнк Шварц               |
| Дариус Маккрэри   | Мухаммед Али             |
| Кит Дэвид         | Герберт Мухаммед         |
| Берни Мак         | Бендини Браун            |
| Гэбриел Коссес    | Джеремиа Шабазз          |
| Лоретта Дивайн    | Конни Харпер             |
| Брент Дженнингс   | Дик Сэдлер               |
| Ламард Дж. Тейт   | Карл Кинг                |
| Лу Роулз          | Гарольд Логан            |
| Рон Либман        | Гарри Шондор             |
| Кен Лернер        | Боб Арум                 |
| Дэнни Джонсон     | Ларри Холмс              |
| Джаррод Банч      | Джордж Форман            |
| Израэль Коул      | Джо Фрейзер              |
| Кевин Гревье      | Леон Спинкс              |
| К.Дж. Пентхаус    | Чак Уэпнер               |
| Джеймс Р. Блэк    | Эрни Шейверс             |
| Майкл Блэнкс      | Джеймс «Бастер» Дуглас   |
| Эвертон Дэвис     | Эвандер Холифилд         |
| Клиффорд Каузер   | Майк Тайсон              |
| Робби Робинсон    | Сэм Гаррет               |
| Саймон Темплмен   | Кит Брэдшоу              |
| Джек Ньюфилд      | репортёр                 |
| Брэд Гэррет       | убийца                   |
| Майкл Боуэн       | зритель                  |
| Дженнифер Гриффин | государственный нотариус |

## Награды и номинации
Фильм был номинирован на 8 премий «Эмми» (победил в категориях «Лучший фильм» и «Лучший сценарий для фильма») и на 2 «Золотых глобуса» (победил в номинации «Лучший актёр телефильма»).